# المحيط الهادئ
المحيط الهادئ (كما كان يُعرف باسم البحر الكاهل) هو أكبر مسطح مائي على وجه كوكب الأرض. يمتد من القطب الشمالي شمالاً إلى المحيط المتجمد الجنوبي جنوباً، ويحده كلُ من آسيا وأستراليا غرباً والأمريكيتان شرقاً.
تغطّي مساحته 169.2 مليون كم² (64.1 مليون ميل²)، أي يغطي ما يقارب 46% من إجمالي مساحة البحار و30% من المساحة الإجمالية للكرة الأرضية، أي الثلث. يقسمه خط الاستواء إلى المحيط الهادئ الشمالي والمحيط الهادئ الجنوبي. خندق ماريانا شمال غرب المحيط الهادئ يعد أعمق نقطة في العالم، يصل عمقه إلى 10911 متر (35797 قدم).
شوهد المحيط الهادئ بواسطة الأوروبيين في أوائل القرن 16، وأول من شاهده المستكشف الإسباني فاسكو نوانيز دي بالبوا عند عبوره برزخ بنما عام 1513 وأطلق عليه اسم مار ديل سور أي بحر الجنوب. منح الاسم الحالي بواسطة المستكشف البرتغالي فرديناندو ماجلان خلال البعثة الإسبانية للطواف حول العالم عام 1521، حيث واجه الهدوء للبحار خلال الرحلة وسماه مار باسوفيكو أي البحر الهادئ.

## نظرة عامة

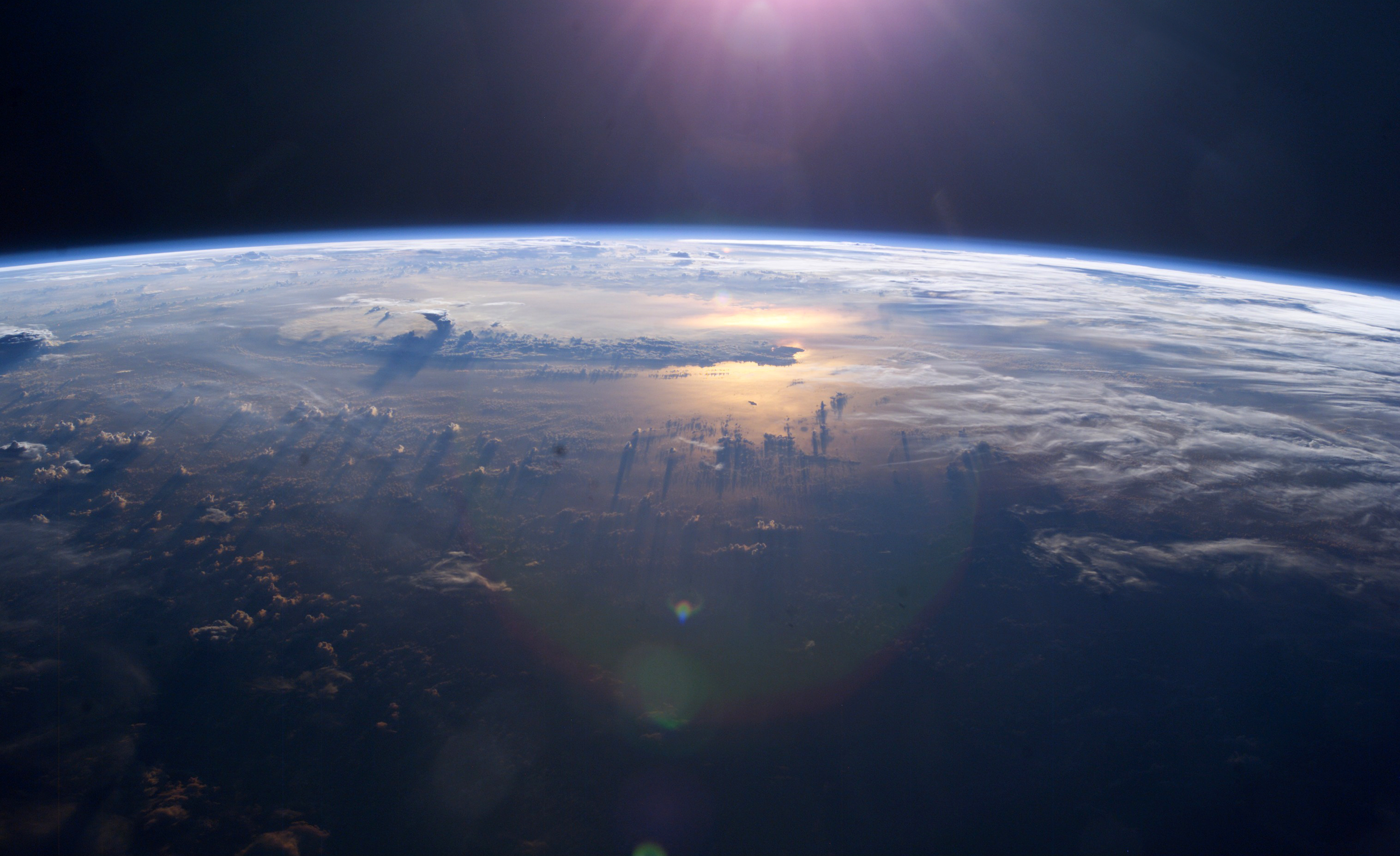
غروب الشمس فوق المحيط الهادئ كما يشاهد من محطة الفضاء الدولية.كما يشاهد قمم السحب الرعدية واضحة.

المحيط الهادئ يعادل ما يقرب من ثلث سطح الأرض أي أكبر بكثير من مساحة الأرض اليابسة كلها حتى لو أضفنا قارة أفريقية أخرى.
يمتد تقريبا 15500 كيلومتراً (9600 ميل) من بحر برينغ في أركتيك إلى أقصى الشمال الدائرة القطبية في المحيط المتجمد الجنوبي عند 60° جنوباً، يصل أكبر عرض للمحيط الهادئ بين الشرق والغرب تقريباً 5° شمال دائرة العرض، حيث يمتد حوالي 19800 كيلومتراً (12300 ميل) من اندونيسيا إلى سواحل كولومبيا وبيرو— في منتصف العالم، يعد أكثر من خمسة أضعاف قطر القمر. أخفض نقطة معروفة على الكرة الأرض خندق ماريانا الذي يبلغ عمقه 10911 متر (35797 قدم) تحت مستوى سطح البحر. متوسط عمقه 4028 ~ 4188 متر (14000 قدم).
يحتوي المحيط الهادئ تقريباً على 25000 جزيرة (أي أكثر من العدد الإجمالي لبقية المحيطات أجمع)، وغالبيتها توجد في جنوب خط الاستواء. شاملة الجزر المغمورة جزئياً.
في الوقت الراهن المحيط الهادئ يأخذ في التقلص بسبب تكتونيات الصفائح، في حين أن المحيط الأطلسي يأخذ بالزيادة في المساحة، بوصة واحدة تقريباً كل سنة (2-3 سم / سنة) في 3 جوانب، حيث بلغ المتوسط نحو0.2 ميل مربع (0.5 كم²) سنوياً.

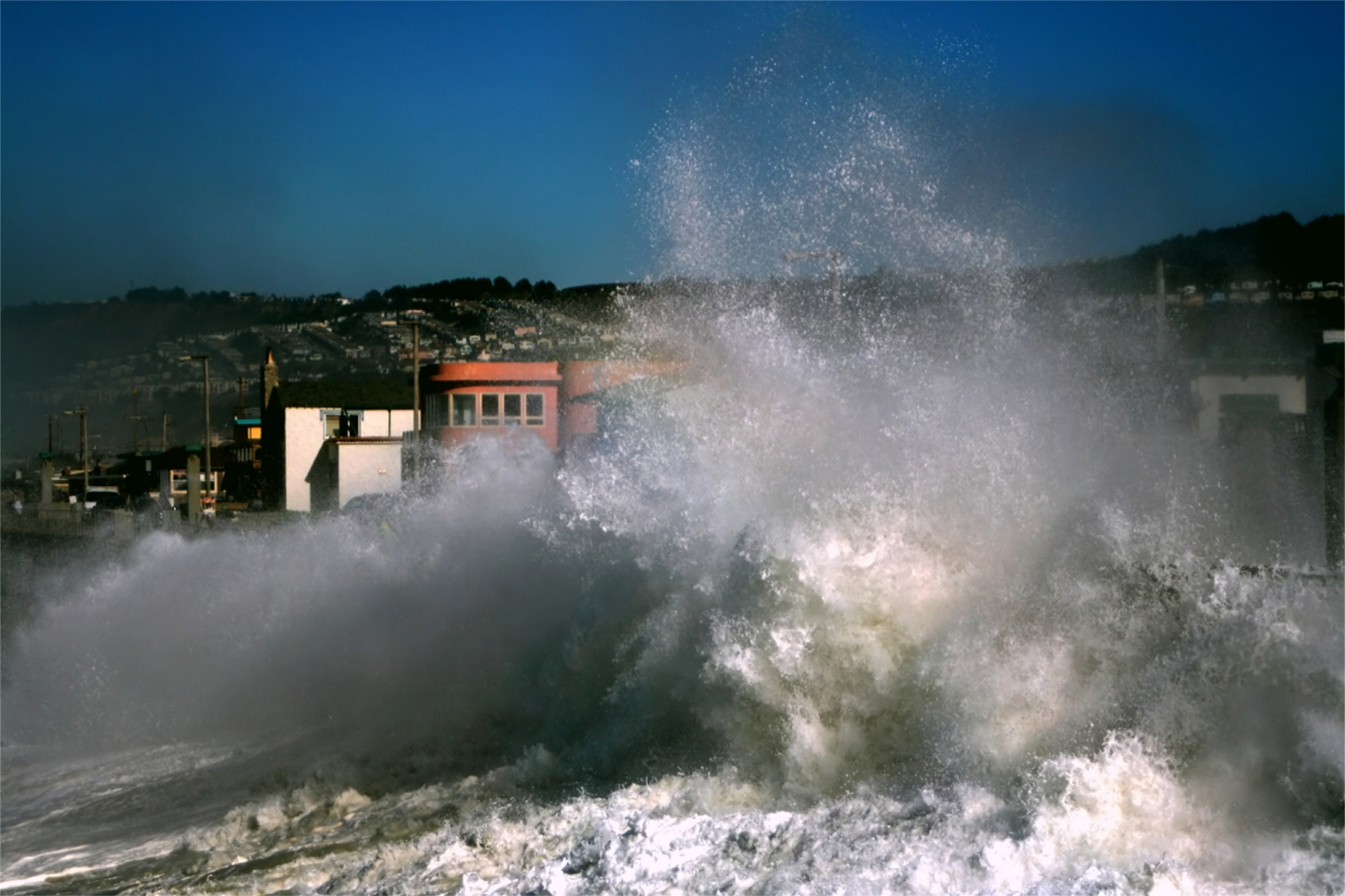
عاصفة في باسيفيكا، كاليفورنيا

على طول المحيط الهادئ هوامش في الغرب غير نظامية تنتشر في بحار كثيرة، أكبرها هي بحر سيليبس، بحر كورال، بحر الصين الشرقي وبحر الفلبين وبحر اليابان، وبحر الصين الجنوبي، بحر سولو وبحر تسمان، والبحر الأصفر. ينضم إلى المحيط الهادئ مضيق ملقا والمحيط الهندي في الغرب ويربط ممر دريك ومضيق ماجلان المحيط الهادئ مع المحيط الأطلسي في الشرق. وفي الشمال مضيق بيرنغ يربط المحيط الهادئ بالمحيط المتجمد الشمالي.
يغطي المحيط الهادئ ال 180 درجة من خط الطول، حيث أن غرب المحيط الهادئ بالقرب من آسيا في نصف الكرة الأرضية الشرقي، في حين أن شرق المحيط الهادئ بالقرب من الأمريكتين في نصف الكرة الأرضية الغربي.
معظم رحلات ماجلان من مضيق ماجلان إلى الفلبين، وجد فيها المستكشفون المحيط مسالما. ومع ذلك فإن المحيط الهادئ لا يكون مسالما دوماً، فإن العواصف الاستوائية تضرب العديد من الجزر في المحيط الهادئ. جميع الأراضي المطلة على المحيط الهادئ مليئة بالبراكين وكثيراً ما تتأثر بالزلازل. وتحدث الإعصار بسبب الزلازل تحت الماء الذي يسبب بتحطيم العديد من الجزر وتدمير مدن بأكملها.

## خصائص المياه

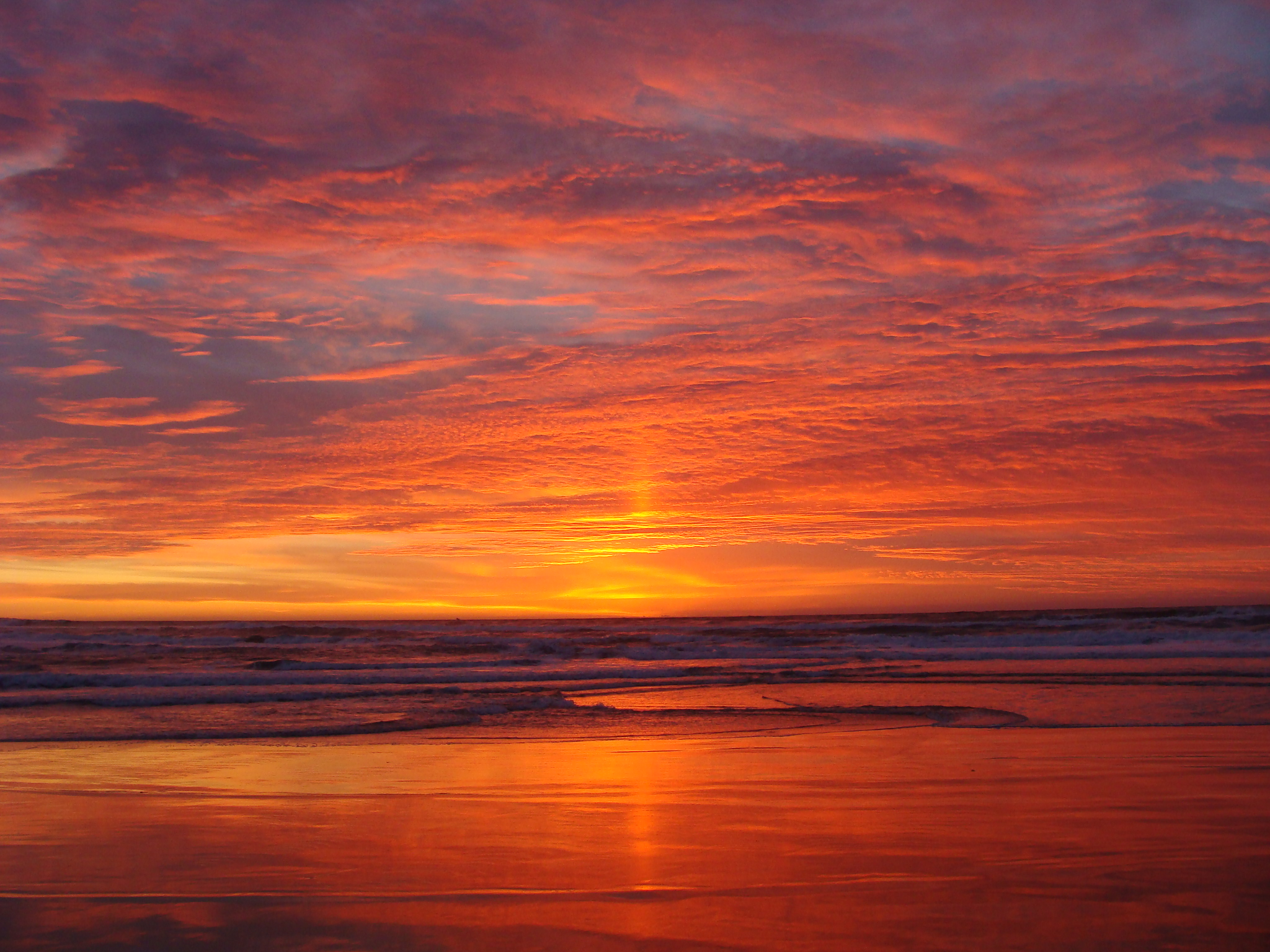
غروب الشمس في مقاطعة مونتيري، كاليفورنيا، الولايات المتحدة

حجم المحيط الهادئ تقريباً 622 مليون كيلومتر مكعب. درجات الحرارة في مياه المحيط الهادئ تختلف من التجمد في المناطق القريبة من القطبين إلى حوالي 30 درجة مئوية (86 درجة فهرنهايت) بالقرب من خط الاستواء. الملوحة تختلف باختلاف خطوط العرض. المياه القريبة من خط الاستواء أقل ملوحة من الموجودة في خطوط العرض المتوسطة بسبب وفرة الأمطار الاستوائية على مدار السنة. في المناطق القريبة من القطبين ملوحة منخفضة أيضاً، وذلك بسبب التبخر القليل لمياه البحر في المناطق الباردة.
تكون حركة مياه المحيط الهادئ في اتجاه عقارب الساعة عامة في نصف الكرة الأرضية الشمالي (شمال المحيط الهادئ المطل)، وعكس اتجاه عقارب الساعة في نصف الكرة الأرضية الجنوبي. التيارات الاستوائية الشمالية تقود الرياح التجارية غربا على طول خط عرض 15 درجة شمالاً، وتنتقل إلى الشمال بالقرب من الفلبين لتصبح تيارات كوروشي اليابانية الدافئة.
تتحول شرقاً حوالي 45 درجة شمالاً، وتتحرك تيارات كوروشي وبعض المياه شمالاً تصبح تيارت ألوشيان، في حين أن البقية تنعطف جنوباً لتنضم إلى التيارت الاستوائية الشمالية. فروع تيارت ألوشيان تقترب لأمريكا الشمالية وتشكل قاعدة لتدور في حلقة دورانية بعكس اتجاه عقارب الساعة في بحر بيرينغ الذراع الجنوبي يصبح بارداً وبطيئاً، تصبح تيارات كاليفورنيا التي تتدفق جنوباً.
تتدفق التيارات الاستوائية الجنوبية غرباً على طول خط الاستواء، وتتقلب متجهه جنوب شرق غينيا الجديدة، وينتقل في الشرق 50 درجة جنوباً، ويتنضم إلى الحلقة الدورانية الرئيسية الغربية من جنوب المحيط الهادئ، التي تضم تيارات دائرة القطب الجنوبي. كما تقترب من الساحل الشيلي، التيارات الاستوائية الجنوبية تنقسم إلى: قسم يتدفق حول كايب هورن والآخر يتجه شمالاً ليشكل تيارات بيرو أو هامبولدت.

## الجيولوجيا

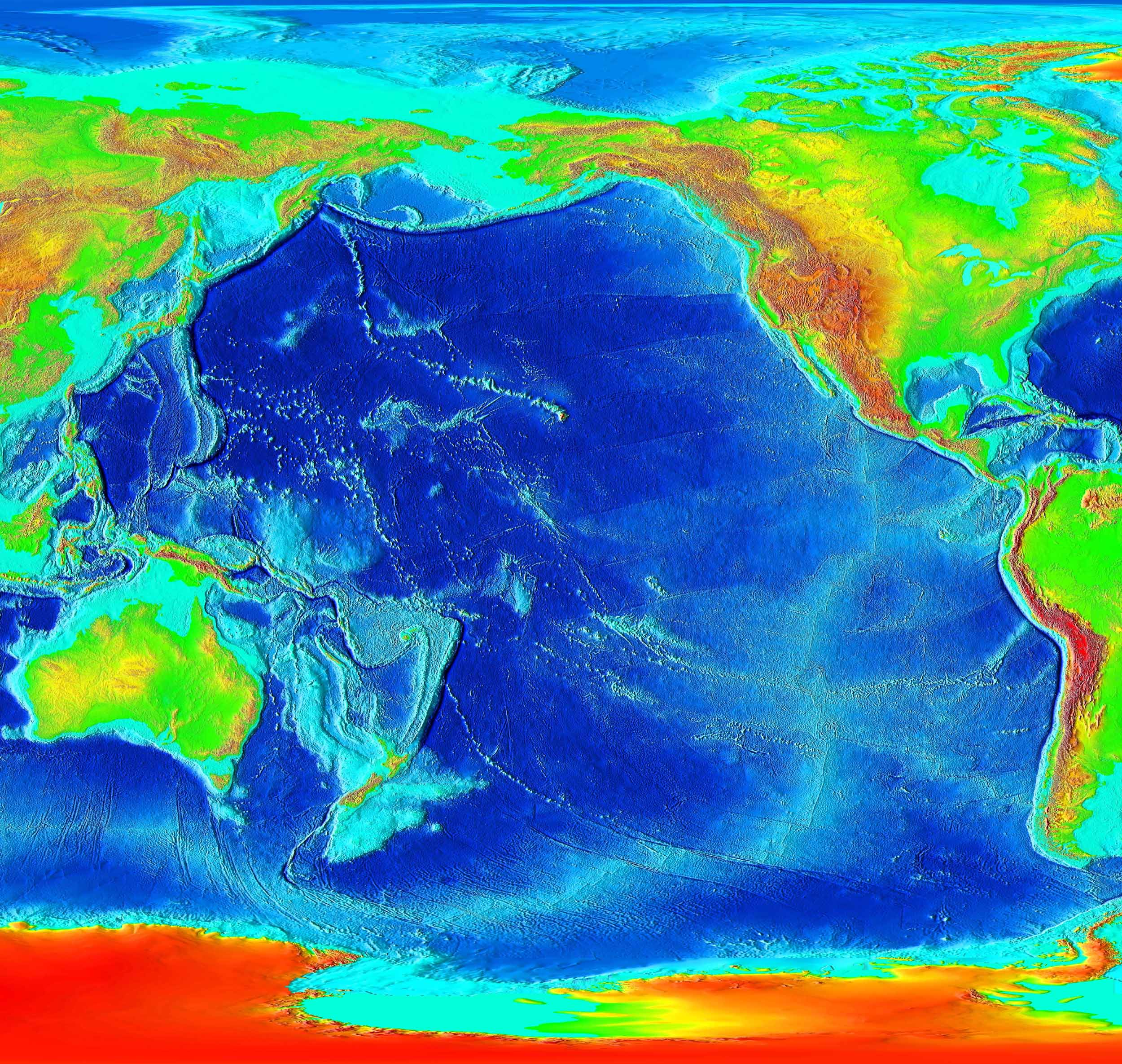
يحاصر المحيط الهادئ بالعديد من البراكين والخنادق المحيطية

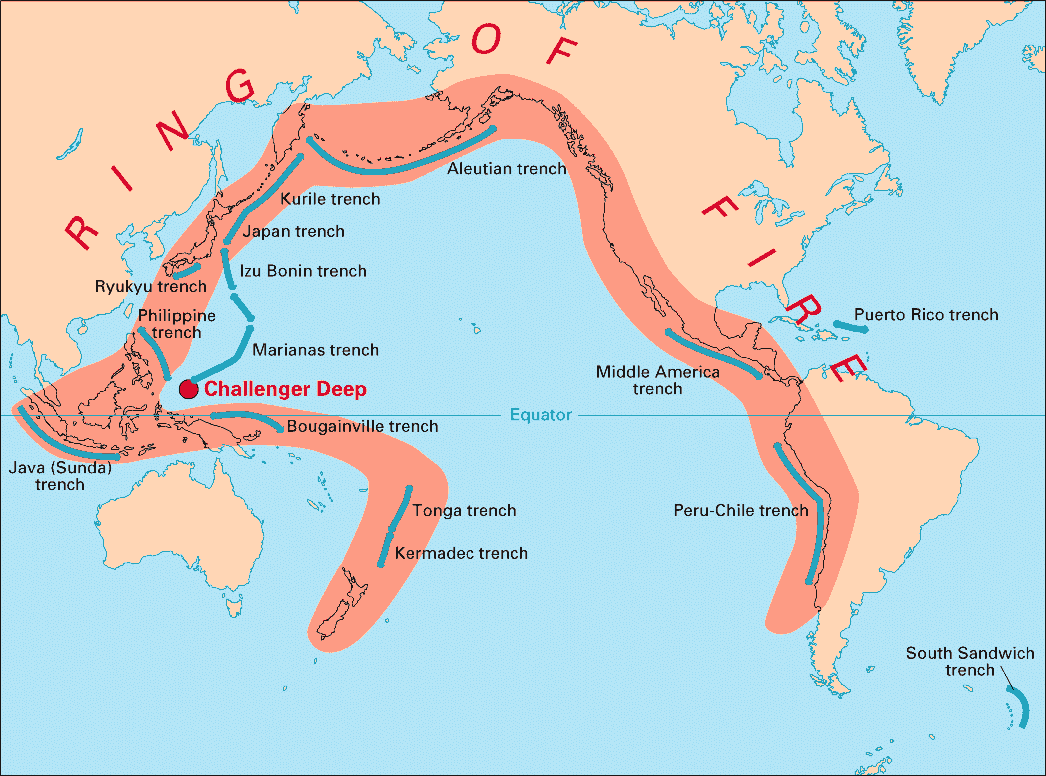
الحزام الناري حول المحيط الهادئ

خط انديسايت هو أكثر منطقة متمييزة ومهمة في المحيط الهادئ. إنه يفصل صخور حديد المغنسيوم البركانية العميقة في حوض المحيط الهادئ الأوسط من المناطق القارية المغمورة جزئياً من الصخور الفلزية البركانية على حدودها. خط انديسايت يلي الحافة الغربية من الجزر الواقعة قبالة كاليفورنيا ويمر إلى الجنوب من قوس ألوشيان، وعلى طول الحافة الشرقية لشبه جزيرة كامشاتكا وجزر الكوريل واليابان، وجزر ماريانا، جزر سليمان، وجزيرة نيوزيلندا الشمالية.
التباين يستمر شمال شرق على طول الحافة الغربية للسلسلة جبال الأنديز على طول أمريكا الجنوبية إلى المكسيك، ويعودة بعد ذلك إلى الجزر الواقعة قبالة ولاية كاليفورنيا. فأندونيسيا والفلبين واليابان وغينيا الجديدة، نيوزيلندا تقع خارج نطاق خط انديسايت.
للمحيط الهادئ سلاسل جبال بحرية طويلة متعددة (سلاسل من الجبال مغمورة في قاع المحيط) شكلتها البراكين الساخنة. «الحزام الناري» هو أكبر حزام من البراكين المتفجرة في العالم. غير أنه سمي بهذا بعد عدة مئات من البراكين النشطة الواقعة فوق مناطق الاندساس المختلفة (وهي عملية الجيولوجية لتحرك حافة صفيحة قشرة جانبية هبوطاً وتغطى تحت صفيحة أخرى).
انغمرت الجبال البركانية، والجزر البركانية المحيطية التي تميز حوض المحيط الهادئ ضمن حلقة مغلقة من الخط انديسايت ومعظم الأحواض العميقة، هنا تدفق الحمم البازلتية بلطف من تشققات لبناء الجبال البركانية الضخمة على أشكال قبب التي تآكلت قممها فشكلت أقواس الجزر، وسلاسل، ومجموعات.

## التاريخ الجيولوجي

خريطة كاملة لساحل آسيا وأمريكا مع البحر الجنوبي العظيم / مجموعة جون إتش ليفين

تكون المحيط الهادئ وتطور من محيط بانثالاسا الكبير بعد تفكك القارة بانجيا. ولا يوجد وقت محدد لوقوع عملية التحول، والتحول لقاع البحر هو عملية تطور مستمرة، على الرغم من إعادة رسم الخرائط في كثير من الأحيان حيث يتم تغيير الاسم من بانثالاسا إلى المحيط الهادئ وفي نفس الوقت المحيط الأطلسي يبدأ في التوسع. المحيط بانثالاسا بدأ بالاتساع قبل 750 مليون سنة من تفكك رودينيا ولكن أقدم عمر اوجود قاع المحيط الهادئ حوالي 180 مليون سنة فقط.

## سلاسل الجبال البحرية
يحتوي المحيط الهادئ على عدة سلاسل من الجبال البحرية الطويلة، التي شكلتها البراكين. وتشمل هذه سلسلة جبال هاواي-امبرور البحرية وسلسلة جبال لويزفيل البحرية.

## اليابسة

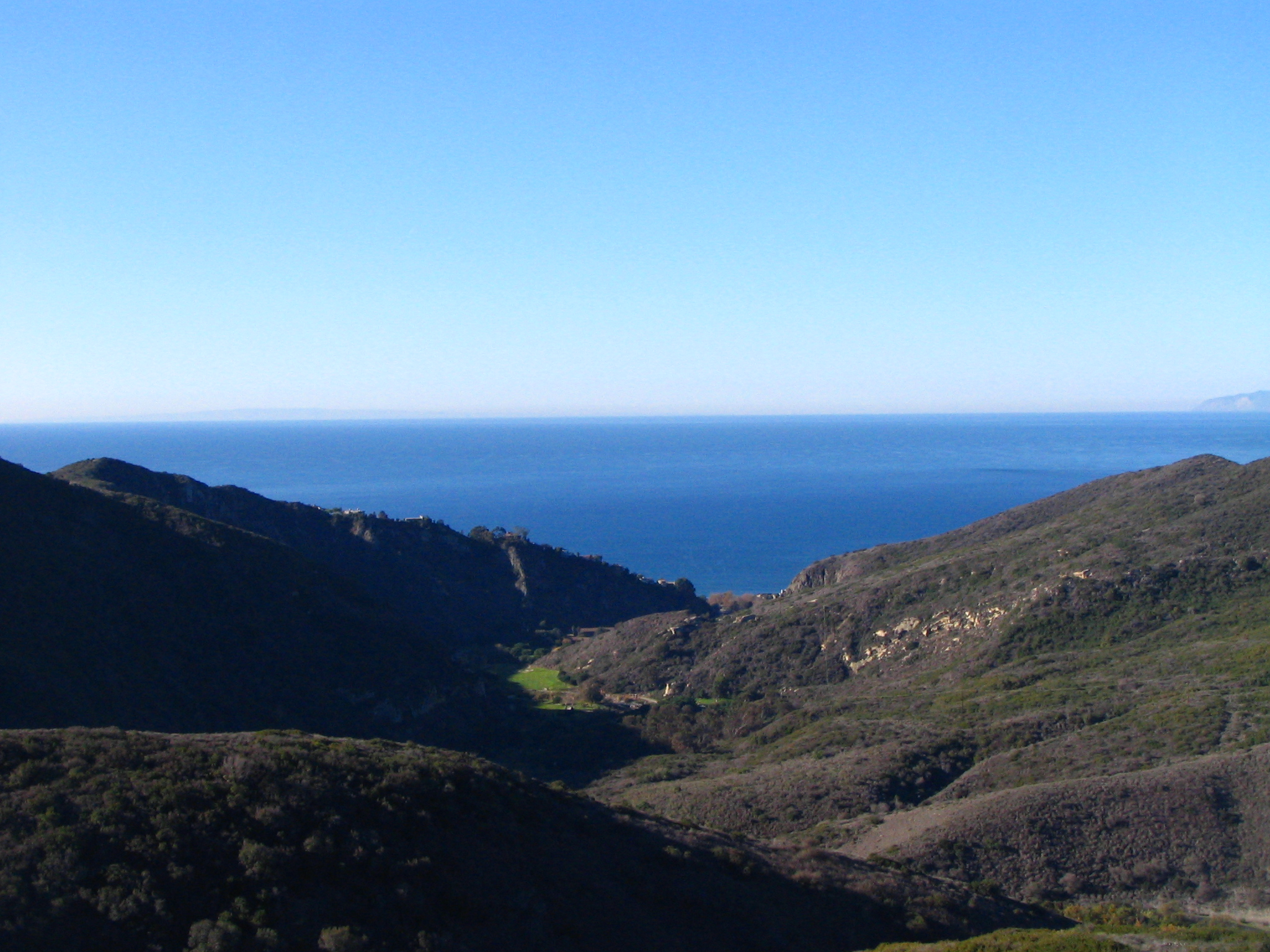
منظر للمحيط الهادئ من ساحل جنوب كاليفورنيا بالقرب من مصب خور اليسو.

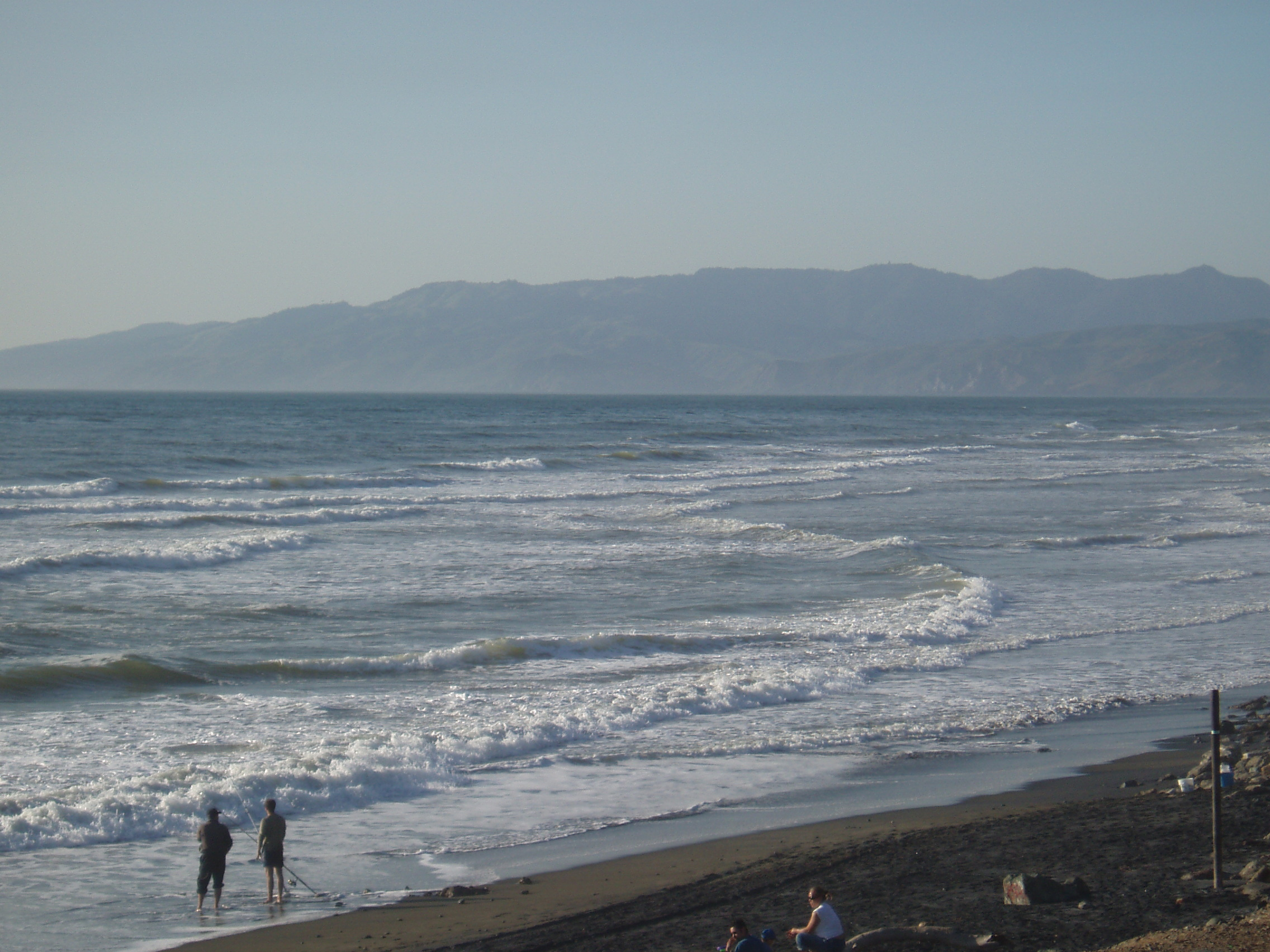
شاطئ المحيط الهادئ في سان فرانسيسكو، كاليفورنيا.

أكبر مساحة ليابسة كاملة في المحيط الهادئ هي جزيرة غينيا الجديدة - ثاني أكبر جزيرة في العالم. جميع الجزر الصغيرة في المحيط الهادئ غالباً منتشرة ما بين 30 درجة شمالاً و30 درجة جنوباً، وتمتد من جنوب شرق آسيا إلى جزيرة القيامة، وتكاد تكون البقية في حوض المحيط الهادئ مغمورة تماماً. خلال آخر فترة جليدية كانت غينيا الجديدة جزء من أستراليا لذلك أكبر مساحة ليابسة كانت بورنيو - بالاوان.
المثلث الكبير لبولينيزيا يربط هاواي وجزيرة القيامة ونيوزيلندا، وتشمل أقواس الجزيرة ومجموعات من جزر كوك وجزر ماركيساس، وساموا، وجزر المجتمع وتوكلو وتونغا وتواموتس وتوفالو وجزر واليس وفوتونا.
يوجد شمال خط الاستواء وغرب خط التاريخ الدولي جزر عديدة صغيرة لميكرونيزيا، تشمل جزر كارولين، جزر مارشال، وجزر ماريانا.
في الركن الجنوب غربي من المحيط الهادئ تنتشر جزر ميلانيزيا التي تديرها غينيا الجديدة. غيرها من مجموعات الجزر المهمة لميلانيزيا تشمل أرخبيل بسمارك، فيجي، كاليدونيا الجديدة، جزر سليمان، وفانواتو.
هناك أربعة أنواع أساسية للجزر في المحيط الهادئ هي: الجزر القارية، الجزر المرتفعة، الشعاب المرجانية والأرصفة المرجانية.
الجزر القارية تقع خارج خط انديسايت وتشمل غينيا الجديدة، جزر نيوزيلندا، والفلبين. ترتبط بعض هذه الجزر هيكلياً مع القارات القريبة.
الجزر المرتفعة هي بركانية المنشأ، وفيها العديد من البراكين النشطة. ومن بين هذه بوغانفيل، هاواي، وجزر سليمان.
النوع الثالث والرابع من الجزر على حد سواء نتيجة لبناء جزيرة المرجانية. الشعاب المرجانية هي هياكل المنخفضة التي تكونت من تدفقات الحمم البازلتية تحت سطح المحيطات. واحد من أكثرها ضخامة هو الحاجز المرجاني العظيم قبالة شمال شرق أستراليا. النوع الرابع من الجزر التي تشكلت من المرجان هي الأرصفة المرجانية، والتي عادة ما تكون أكبر قليلاً من الجزر المرجانية المنخفضة. ومن الأمثلة على ذلك بانابا، وماكاتيا في مجموعة بولينيزيا الفرنسية تواموتو.

## التاريخ والاقتصاد

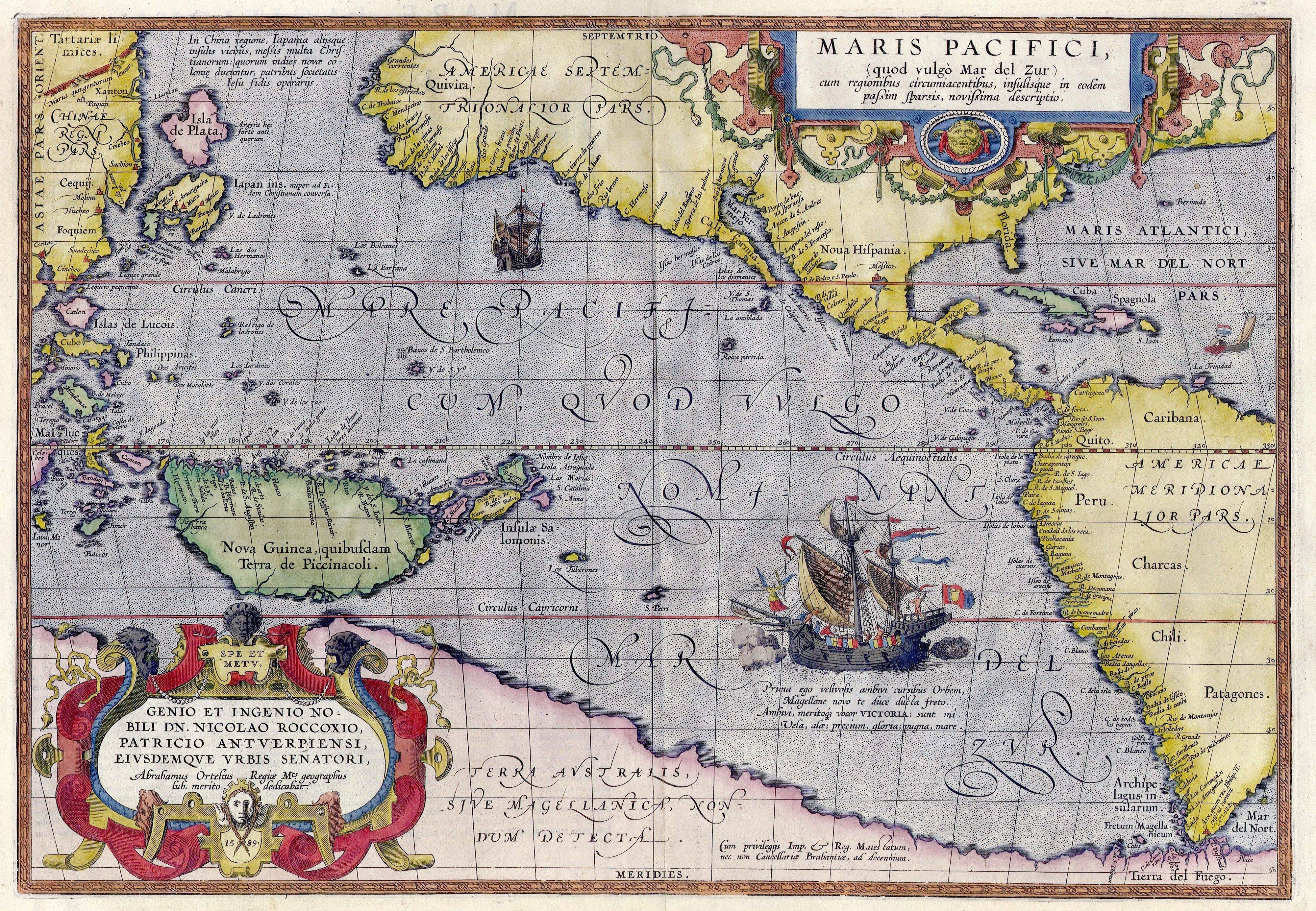
ماريس باسيفيك (1589) واحدة من أوائل الخرائط المطبوعة رسمها اورتيليوس لإظهار المحيط الهادئ.

حدث هجرات بشرية هامة في المحيط الهادئ في عصور ما قبل التاريخ، وبالأخص البولينيزيين من حافة آسيا إلى تاهيتي ثم إلى هاواي، ونيوزيلندا، وجزيرة القيامة.
في 1564، عبر المستكشفين الإسبان المحيط من المكسيك بقيادة ميغيل لوبيز دي ليجازبى الذي أبحر إلى الفلبين وجزر ماريانا. كان تأثير الإسبانية بالغ الأهمية للفترة المتبقية من القرن 16، فمع رحلات السفن الشراعية من المكسيك وبيرو خلال المحيط الهادئ إلى الفلبين عبر غوام، وإقامة الهند الشرقية الإسبانية. أجرت جاليون مانيلا رحلاتها لمدة قرنين ونصف القرن ترربط مانيلا وأكابولكو في واحدة من أطول الطرق التجارية في التاريخ. اكتشفت أيضاً البعثات الإسبانية توفالو، جزر ماركيساس، وجزر سليمان وغينيا الجديدة في جنوب المحيط الهادئ.
خلال رحلة التنقيب عن تيرا أستراليا (Terra Australis) أي (الأراضي المجهولة في الجنوب) اكتشف البحارة الإسبان في القرن 17 جزر بيتكيرن وأرخبيلات فانواتو في جنوب المحيط الهادئ. أبحر المستكشفون الهولنديون بالدوران حول جنوب أفريقيا، وشارك أيضاً في الاسكتشاف والتجارة؛ أبيل يانسون تاسمان الذي اكتشف تسمانيا ونيوزيلندا في 1642. تميّز القرن 18 بداية الاستكشافات المهمة من قبل الروسيين لألاسكا وجزر ألوشيان. إسبانيا أرسلت البعثات لشمال غرب المحيط الهادئ ووصلو إلى جزيرة فانكوفر جنوب كندا وآلاسكا. المستكشفون الفرنسيون استقروا في بولينيزيا، وبريطانيا قامت بثلاث رحلات مع جيمس كوك إلى جنوب المحيط الهادئ وأستراليا وهاواي وأمريكا الشمالية وإقليم الشمال الغربي الهادئ في أمريكا الشمالية .

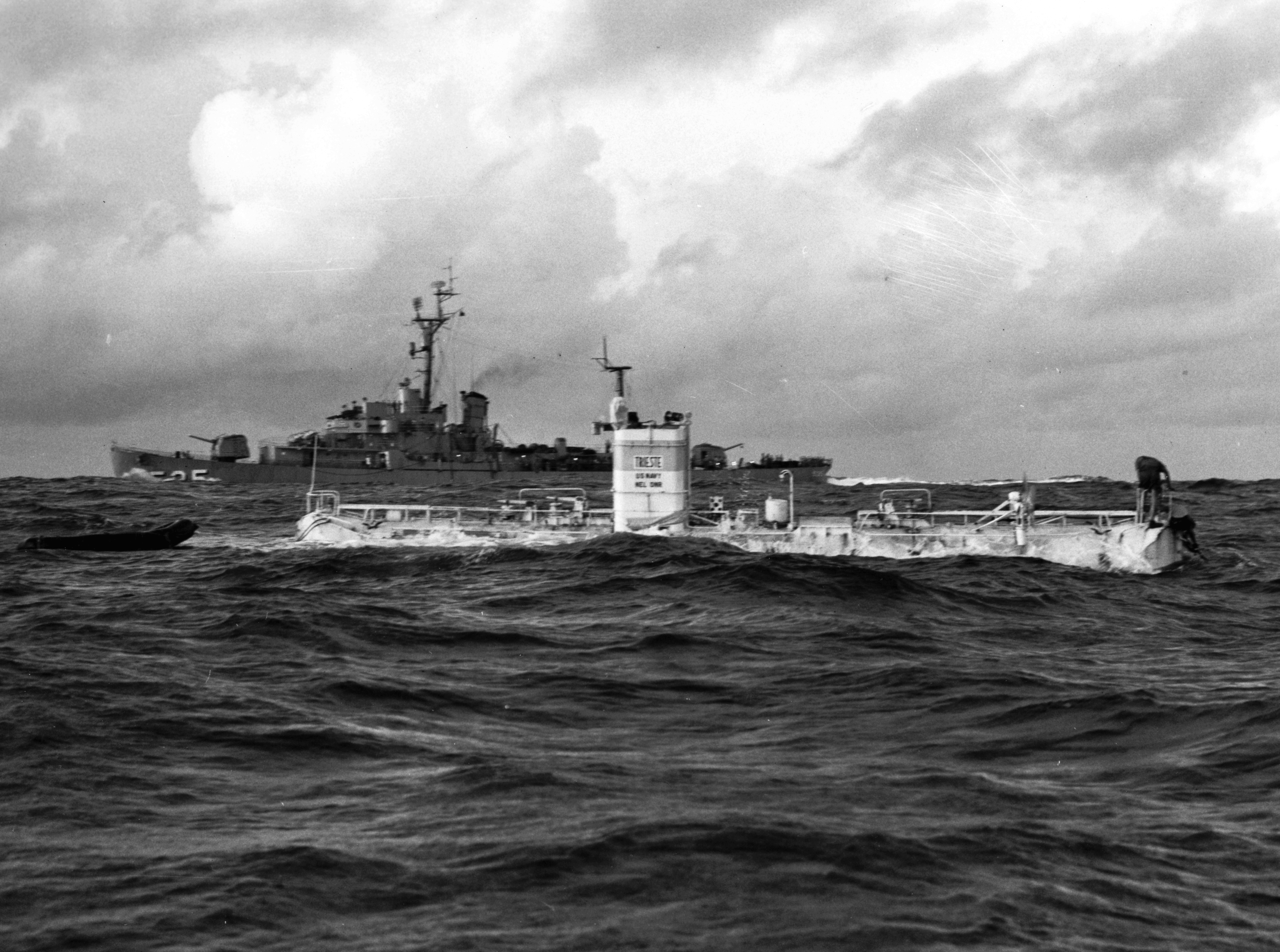
غواصة الأعماق تريستا، قبل تسجيل الرقم للغوص إلى قاع خندق ماريانا في 23 يناير 1960.

أدّى تزايد الإمبريالية خلال القرن 19 في احتلال جزء كبير من أوقيانوسيا بالقوة الأوروبية، وفيما بعد، الولايات المتحدة واليابان. رحلات بيغل في الثلاثينات من القرن 18 قدمت مساهمات الكبيرة لمعرفة علوم المحيطات، مع تشارلز داروين على متن سفينة تشالنجر خلال السبعينات من القرن 18، وكذلك رحلات تسكارور (1873-1876)، والغزال الألمانية (1874-1876).
على الرغم من أن الولايات المتحدة حصلت على غوام والفلبين من إسبانيا عام 1898، إلا أن اليابان سيطرت على معظم غرب المحيط الهادئ خلال عام 1914 واحتلت جزر أخرى كثيرة خلال الحرب العالمية الثانية. ومع ذلك، في نهاية تلك الحرب، كانت اليابان مهزومة وأسطول المحيط الهادئ الأمريكي كان السيد الفعلي للمحيط منذ نهاية الحرب العالمية الثانية، وأصبحت العديد من المستعمرات السابقة في المحيط الهادئ دولا مستقلة.
إن ما يعوق استغلال الثروات المعدنية في المحيط الهادئ هو العمق العظيم. تم استخراج النفط والغاز طبيعي في المياه الضحلة في الجرف القاري قبالة سواحل أستراليا ونيوزيلندا، وتم استخراج اللؤلؤ على طول سواحل إستراليا واليابان وبابوا غينيا الجديدة ونيكاراغوا وبنما، والفلبين، على الرغم من من صغر حجمه في بعض الحالات.
أعظم ثروة في المحيط الهادئ هي السمك. مياه شواطئ القارات والطقس المعتدل للجزر يوفر أسماك الرنجة والسلمون والسردين، وسمك النهاش وسمك السيف، وسمك التونة، فضلاً عن المحار.

## قضايا البيئة

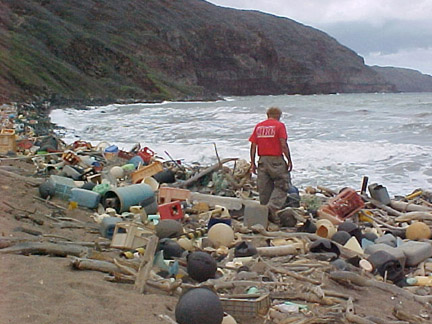
القمامة البحرية على ساحل هاواي.

التلوث البحري هو مصطلح عام لدخول المواد الكيميائية أو أي أجزاء ضارة في المحيط. أكبر الجناة هم الناس الذين يستخدمون الأنهار للتخلص من نفاياتها. تصب الأنهار وتفرغ في المحيط، ومعها الكثير من المواد الكيميائية المستخدمة كالسماد للزراعة. فائض المواد الكيميائية المستنزفة للأوكسجين في المياه يؤدي إلى نقصه وتنتج عن ذلك مناطق ميتة.
الحطام البحري المعروف بالقمامة البحرية، هو مصطلح يستخدم لوصف صنع الإنسان لنفايات وجدت نفسها عائمة في بحيرة، بحر، محيط، أو المجاري المائية. تتجه نفايات المحيط إلى مراكز الدوامات والسواحل.

## قمامة بحرية قرب كاليفورنيا
اكتشف العلماء الأمريكيون وصول أسماك تونة مشعة قرب سواحل كاليفورنيا آتية من اليابان. كانت تلك الأسماك قد أصابها الإشعاع من مياه المحيط المتلوثة بعد حادث المفاعلات النووية في فوكوشيما في مارس 2011 على إثر تسونامي من المحيط. وتتابعت وصول نفايات هذا الحادث إلى سواحل كاليفورنيا التي هي على بعد 9700 كيلومتر من اليابان، مما يدل على التيارات المائية في المحيط الهادئ واتجاهها وسرعتها.

## البلدان المجاورة والأقاليم
| - ساموا الأمريكية - أستراليا - بروناي - كمبوديا - كندا - تشيلي - الصين - كولومبيا - جزر كوك - كوستاريكا - تيمور الشرقية - السلفادور - الإكوادور - فيجي | - بولينزيا الفرنسية - غوام - غواتيمالا - هندوراس - هونغ كونغ - إندونيسيا - اليابان - كيريباتي - كوريا الشمالية - كوريا الجنوبية - ماكاو - ماليزيا - جزر مارشال - المكسيك | - ولايات ميكرونيسيا المتحدة - ناورو - كاليدونيا الجديدة - نيوزيلندا - نيكاراغوا - نييوي - جزر ماريانا الشمالية - بالاو - بنما - بابوا غينيا الجديدة - البيرو - الفلبين - جزر بيتكيرن | - روسيا - ساموا - سنغافورة - جزر سليمان - تايوان - تايلاند - توكيلاو - تونغا - توفالو - الولايات المتحدة - فانواتو - فيتنام - واليس وفوتونا |